# Blackstone, Queensland
Blackstone är en ort  i Australien. Den ligger i kommunen Ipswich och delstaten Queensland, omkring 28 kilometer sydväst om delstatshuvudstaden Brisbane. Antalet invånare är 837. Närmaste större samhälle är Ipswich, nära Blackstone.